# Селезеневское сельское поселение (Кировская область)
Селезеневское сельское поселение — муниципальное образование в составе Кирово-Чепецкого район Кировской области России.
Административный центр — село Селезениха.

## История
Селезеневское сельское поселение образовано 1 января 2006 года согласно Закону Кировской области от 07.12.2004 № 284-ЗО.

## Население
| 2010 | 2012 | 2013 | 2014 | 2015 | 2016 | 2017 |
| ---- | ---- | ---- | ---- | ---- | ---- | ---- |
| 613  | ↘580 | ↘565 | ↘536 | ↘520 | ↘516 | ↘503 |
| 2018 | 2019 | 2020 | 2021 |      |      |      |
| ↘481 | ↘472 | ↘457 | ↗509 |      |      |      |

## Состав
В состав поселения входят 7 населённых пунктов (население, 2010):
- село Селезениха — 473 чел.;
- деревня Ветоши — 92 чел.;
- деревня Ежово — 36 чел.;
- деревня Кошкино — 0 чел.;
- деревня Лбы — 0 чел.;
- деревня Селезни — 10 чел.;
- деревня Уховщина — 2 чел.